# Litra
Litra er betegnelsen for et bogstav, der anvendes til nummerering i stedet for et tal. Fordelene er blandt andet et langt større udvalg af bogstaver, der dels kan kategorisere nummereringen ved at relatere til forkortelser, men også give langt flere muligheder ved et enkelt tegn. Derudover er der også en langt tydeligere opdeling mellem emnerne, hvis der ønskes underkategorier eller specificeringer. 
Litra bruges for eksempel som bogstavbetegnelse af et lokomotiv eller en togvogn. Dette er beskrevet i artiklen Litra (tog). Det bruges også i skovbruget, hvor et skovdistrikt deles op i skovafdelinger - såsom "116" - med litra herunder, "a, b, c, d," osv. Her kan en ellers sammenhængende bevoksning opdeles klart og forståeligt, i stedet for at udtrykke bevoksningen med retninger i utydelige beskrivelser såsom "venstre for vejen" eller "det første stykke". I jura benyttes litra også, hvis det findes nødvendigt. I eksempelvis lovtekster ses det i stil med følgende "... omfattet af § 1, stk. 1, litra c i lov om ..."